# Les 5inq
Les 5inq (em português: As Cinco) é o quinto álbum de estúdio do girl group brasileiro Rouge, lançado em 1 de fevereiro de 2019 pela Sony Music, sendo a versão completa do extended play (EP) 5 que o grupo lançou em 2018.

## Antecedentes
Após retornarem para uma série de shows da turnê Chá Rouge – e posteriormente a Rouge 15 Anos –, o Rouge decidiu lançar uma nova música para comemorar os quinze anos de existência em homenagem aos fãs. Em 5 de fevereiro é lançado "Bailando", faixa que seguia o pop latino já utilizado anteriormente em "Brilha La Luna", combinado com uma composição divertida e despretensiosa, mas que também apresentava uma nova identidade visual do grupo mais sensual. A faixa serviu para fazer uma ponte entre o som que elas faziam anteriormente e o que estavam dispostas a fazer naquele momento, ligando o público de antes com uma roupagem moderna que não ficasse à quem dos artistas contemporâneos.
Em março de 2018, surpresas com a repercussão e a aceitação do público com o "Bailando", o grupo decidiu entrar em estúdio para gravar um novo material, mas desta vez que trouxesse um amadurecimento e uma seriedade maior, uma vez que a faixa anterior havia sido apenas comemorativa, sem grandes pretensões. Para a nova fase, elas anunciaram que estavam selecionando repertório e abertas a conhecer novos compositores que desejassem trabalhar com elas em conjunto. Além disso, Umberto Tavares, compositor de "Bailando", e o britânico Eliot Kennedy, compositor de "Um Anjo Veio Me Falar", entraram em contato com as integrantes para oferecer novas músicas. Logo após o grupo revelou que já havia gravado diversas canções e estava em processo de escolha para qual seria utilizada como primeiro single do novo projeto
Em 10 de junho, Li Martins revelou que o grupo havia gravado o reggaeton "Solo Tu": "Tem uma pegada de reggaeton, sensual, latina. É muito próxima de "Bailando". Em 6 de setembro o grupo anunciou o lançamento de um extended play (EP) antes do álbum completo exclusivamente no Todo Seu, na TV Gazeta, optando pelo programa para contar a informação por Ronnie Von ter sido o único à abrir espaço para as integrantes divulgarem seus trabalhos solos durante o período que o grupo havia encerrado as atividades. Em 2 de outubro o grupo anunciou nas redes sociais o título do EP como 5, em referência ao fato de ser o quinto trabalho inédito delas, além de conter cinco faixas, revelando que o lançamento seria no dia 8 daquele mês.

## Produção e desenvolvimento
Les 5inq é um álbum focado basicamente na mistura de pop latino, R&B e pop, trazendo ainda elementos de trap e electropop, diferenciando-se dos demais álbuns do grupo por trazer uma sonoridade mais amadurecida. Originalmente o álbum traria 10 músicas do grupo – 9 inéditas e o single "Dona da Minha Vida" – e mais 5 faixas bônus solo de cada uma das integrantes, porém este plano foi abortado devido ao eminente fim do grupo impulsionado por compromissos individuais que impossibilitaram que algumas das músicas fossem finalizadas, sendo que o álbum foi lançado com apenas 5 do grupo e 5 solo. Entre as músicas inéditas que nunca foram finalizadas e ficaram de fora estiveram "Me Diz" e "7 Chamadas", que tiveram trechos da gravação vazados em 2022.
"Solo Tu" foi escrita pela cantora holandesa Emy Perez, de quem Fantine ficou amiga durante a quarta temporada do The Voice of Holland, e mostrada para ela durante uma viagem a Amsterdã em dezembro de 2017 para caso ela se interessasse em gravar com o grupo. No Brasil, um time de compositores ficaram responsáveis por traduzir as partes holandesas da faixa para o português, mesclando com frases em espanhol e inglês, focando no pop latino e no reggaeton para a produção. Apesar da faixa pronta, Fantine revelou que acreditava faltar ainda algum elemento, vindo a ideia de introduzir um rap em espanhol durante a última estrofe enquanto tomava um banho, alegando que ela havia saído pela casa correndo para gravá-lo no celular para não esquecer.

### Composição e temáticas
"Beijo na Boca" trouxe uma temática mais sensual, misturando o funk ousadia com R&B e trap, embora, segundo o portal Popline, fugisse do óbvio das faixas do gênero carioca ao soar mais sofisticada, sem apelo explícito e sem frases com palavras batidas como "rebolar" e "bumbum". Vitão, que compôs o esboço inicial da faixa, gravou a demo para apresentar às garotas, mas acabou sendo convidado para se juntar a elas como participação especial na versão final após elas notarem que um rapper se enquadraria bem na proposta.
"Dona da Minha Vida" trouxe uma composição política sobre o empoderamento feminino e os relacionamentos abusivos, apostando em uma produção mais séria e sóbria que as demais do álbum ao misturar trap e soul ao R&B mais urbano, inspirada pela sonoridade urbana de cantoras como Alicia Keys e Beyoncé. A balada "Sem Temer", diferente das canções românticas tradicionais do grupo como "Um Anjo Veio Me Falar" e "Sem Você", possui uma atmosfera que relembra a banda de pagode Sampa Crew, segundo as integrantes, e também foi descrita por Lu Andrade como a canção mais popular do grupo e uma das faixas mais maduras delas. Liricamente, a canção aborda uma visão mais adulta do amor. A última faixa do EP, "Te Ligo Depois", focou no R&B dançante e nos coros unidos das cinco integrantes, com notas altas e tradicionais de girl groups, referenciando o som mais descontraído do grupo na primeira fase e tendo inspiração na sonoridade de "Crazy in Love", de Beyoncé.

## Recepção da crítica
| Críticas profissionais | Críticas profissionais |
| Avaliações da crítica  | Avaliações da crítica  |
| Fonte                  | Avaliação              |
| ---------------------- | ---------------------- |
| Jornal do Commercio    | Mista                  |
| Portal Comenta         | [ 17 ]                 |

"Les Cinq" recebeu avaliações mistas dos críticos de música. Robson Gomes do Jornal do Commercio recebeu o álbum favoravelmente com algumas ressalvas, destacando as canções "Solo Tu", chamando-a de "solar"; "Beijo na Boca", destacando os vocais de Li Martins; "Não é Não" e "Dona da Minha Vida", pelo fato de suas letras empoderadas; "Te Ligo Depois", por conta da harmonia vocal; e "Como Se Fosse a Primeira Vez", evidenciando a interpretação de Fantine. Por outro lado, o crítico destacou que "Good Vibes" não é um ponto forte do álbum, que "Juntinho" não fica à altura da artista que Aline é, e que "Sou Mais Eu" possui um letra que não favorece muito a canção. Robson destacou também que "o curto Les 5inq, de apenas 28 minutos e 10 faixas, assim como o abrupto hiato anunciado, deixa o sentimento de 'quero mais' no ar." Por outro lado,  Jurandir Dalcin do Portal Comenta avaliou o álbum com 3 de 5 estrelas, destacando "Dona da Minha Vida" e "Como Se Fosse a Primeira Vez" como as melhores do álbum, e notando que "Les 5inq é um álbum mediano e isso é culpa dos trabalhos anteriores que foram muito bem produzidos e tem ótimas faixas. São outros tempos, as meninas agora são mulheres, mas acabou faltando algum diferencial para o álbum se tornar inesquecível. O fato de cada um ter uma faixa solo foi um diferencial, mas poderia ter umas duas ou três faixas a mais em grupo, já que esse tem grandes chances de ser o último trabalho das cinco."

## Singles
"Dona da Minha Vida" foi o primeiro single lançado do projeto, em 31 de agosto de 2018, diferenciado-se dos trabalhos anteriores do grupo por ser focada no R&B com elementos de trap e soul. O videoclipe da faixa, além dos temas propostos pela própria letra, também expressa a luta de outras vertentes, como a transfobia, a gordofobia e a violência contra a mulher, combatendo a discriminação ao unir pessoas de diversas etnias e orientações sexuais, além de apresentar um beijo heterossexual entre uma moça transgénero e um rapaz cisgênero.
"Solo Tu"' foi escolhida como segundo single através de uma votação realizada pelo grupo no Spotify, tendo 35% dos votos contra 34% de "Te Ligo Depois", sendo lançado em 18 de janeiro de 2019.

#### Promocional
"Bailando", lançada como single promocional de retorno do grupo, no dia 4 de fevereiro de 2018. A canção entrou como faixa bônus da versão em disco de vinil do álbum.

## Lista de faixas
O álbum foi inteiramente produzido pelo time de produtores Head Media (Marcelinho Ferraz & Pedro Dash), com colaborações de outros produtores em algumas faixas.
| N.º            | Título                                           | Compositor(es)                                                                                              | Produtor(es)       | Duração |  |
| 1.             | "Solo Tu"                                        | Emy Perez Fantine Thó Rino Sambo Dan Valbusa Youri de Bruijn Marcelinho Ferraz Joey Mattos                  | Head Media         | 3:05    |  |
| 2.             | "Good Vibes" (solo de Li)                        | Bárbara Dias Dmax Ferraz Pedro Dash                                                                         | Dmax Head Media    | 2:08    |  |
| 3.             | "Beijo na Boca" (com a participação de Vitão)    | Feid Mattos Vitão Valbusa Ferraz Dash                                                                       |                    | 2:38    |  |
| 4.             | "Não é Não" (solo de Karin)                      | Daniel Ferreira Valbusa Junior Garça Ferraz Dash Tiê Castro                                                 | Head Media Valbusa | 2:30    |  |
| 5.             | "Sem Temer"                                      | Aline Wirley Thó Karin Hils Li Martins Lu Andrade Rolo Jowan Mattos Dmax Vitão Ferraz Dash Douglas Moda     | Head Media         | 3:43    |  |
| 6.             | "Juntinho" (solo de Aline)                       | Dias Carol Biazin Dmax Luccas Carlos Ferraz Dash Vitão                                                      | Head Media Dmax    | 3:04    |  |
| 7.             | "Sou Mais Eu" (solo de Lu)                       | Ferraz Mayra Dash Seysey                                                                                    | Head Media Seysey  | 3:04    |  |
| 8.             | "Te Ligo Depois"                                 | Vitão Dash Valbusa Ferraz                                                                                   | Head Media         | 3:16    |  |
| 9.             | "Como Se Fosse a Primeira Vez" (solo de Fantine) | Bibi Dias Valbusa Dmax Ferraz Dash                                                                          | Head Media Dmax    | 3:12    |  |
| 10.            | "Dona da Minha Vida"                             | Wirley Thó Hils Martins Andrade Jão Karen Rodriguez Mattos Lucas Nage Ferraz Mr. Paradise Dash Pedro Tofani | Head Media         | 3:42    |  |
| Duração total: | Duração total:                                   | Duração total:                                                                                              | Duração total:     | 28:00   |  |

| Les 5inq — LP - Lado A |                               | |         |  |
| N.º                    | Título                        | Escritores | Duração |  |
| 1.                     | "Solo Tu"                     | Emy Perez Fantine Thó Rino Samb Dan Valbusa Youri de Bruijn Marcelinho Ferraz Joey Mattos                                  | 3:05    |  |
| 2.                     | "Beijo na boca (feat. Vitão)" | Feid Mattos Vitão Valbusa Marcelinho Ferraz Dash                                                                           | 2:38    |  |
| 3.                     | "Não é Não (Solo Karin Hils)" | Daniel Ferreira Valbusa Junior Garça Marcelinho Ferraz Dash Tiê Castro                                                     | 2:30    |  |
| 4.                     | "Te Ligo Depois"              | Vitão Dash Valbusa Marcelinho Ferraz                                                                                       | 2:36    |  |
| 5.                     | "Good Vibes (Solo Li Martins" | Bárbara Dias Dmax Marcelinho Ferraz Pedro Dash                                                                             | 2:08    |  |
| 6.                     | "Sem Temer"                   | Aline Wirley Fantine Thó Karin Hils Li Martins Lu Andrade Rolo Jowan Mattos Dmax Vitão Marcelinho Ferraz Dash Douglas Moda | 3:17    |  |
| Duração total:         | Duração total:                | Duração total: | 16:14   |  |

| Lado B         |                                                   | |         |  |
| N.º            | Título                                            | Escritores | Duração |  |
| 1.             | "Dona da Minha Vida"                              | Aline Wirley Fantine Thó Karin Hils Li Martins Lu Andrade Jão Karen Rodriguez Mattos Lucas Nage Ferraz Mr. Paradise Dash Pedro Tofani | 3:02    |  |
| 2.             | "Como Se Fosse a Primeira Vez (Solo Fantine Thó)" | Bibi Dias Valbusa Dmax Ferraz Dash | 3:12    |  |
| 3.             | "Juntinho (Solo Aline Wirley)"                    | Dias Carol Biazin Dmax Luccas Carlos Ferraz Dash Vitão                                                                                | 3:03    |  |
| 4.             | "Sou Mais Eu (Solo Lu Andrade)"                   | Ferraz Mayra Dash Seysey | 3:03    |  |
| 5.             | "Bailando (Bônus Track)"                          | Umberto Tavares Fantine Thó Jefferson Júnior                                                                                          | 2:48    |  |
| Duração total: | Duração total:                                    | Duração total: | 15:08   |  |